# Anomalorbis manuatus
Anomalorbis manuatus är en ringmaskart som beskrevs av Vine 1972. Anomalorbis manuatus ingår i släktet Anomalorbis och familjen Serpulidae.
Artens utbredningsområde är Röda havet. Inga underarter finns listade i Catalogue of Life.